# بايرون جونسون
بايرون جونسون (بالإنجليزية: Byron Johnson)‏ هو لاعب كرة قاعدة أمريكي، ولد في 16 سبتمبر 1911 في ليتل روك في الولايات المتحدة، وتوفي في 24 سبتمبر 2005 في كولورادو في الولايات المتحدة بسبب سرطان البروستاتا.